# Лейденский сыр
Ле́йденский сыр — сорт полутвёрдого голландского сыра, который изготавливается из сепарированного коровьего молока. Добавление тмина, кумина и прочих приправ придаёт сыру характерный острый вкус. Структура — суховатая, цвет — тёмно-жёлтый. Головка сыра — плоская, круглая, напоминает «Гауду». Родина этого сыра — окрестности города Лейдена.